# Дињано
Дињано (итал. Dignano) је насеље у Италији у округу Удине, региону Фурланија-Јулијска крајина.
Према процени из 2011. у насељу је живело 780 становника. Насеље се налази на надморској висини од 109 м.

## Становништво
| 1951. | 1961. | 1971. | 1981. | 1991. | 2001. | 2011. |
| ----- | ----- | ----- | ----- | ----- | ----- | ----- |
| 3.434 | 2.806 | 2.575 | 2.638 | 2.549 | 2.326 | 2.389 |